# Jelka Mrak Dolinar
Jelka Mrak Dolinar, slovenska pisateljica, * 3. maj 1925, Kranjska Gora, † 23. julij 2018.

## Življenjepis
Starši Jelke Mrak Dolinar so se po prvi svetovni vojni pred nasiljem fašizma s Tolminskega preselili v tedanjo Jugoslavijo. Oče je bil finančni uradnik in se je zaradi narave svojega dela veliko selil po Sloveniji. Tik pred drugo svetovno vojno je bil premeščen v Skopje, od koder pa je bila družina po izbruhu vojne izgnana. Jelka je tam obiskovala šolo, ki pa jo je morala prekiniti. Družini je uspelo priti v Ljubljano. Proti koncu leta 1943 je Jelka z materjo odšla k materinim sorodnikom na Tolminsko, kjer sta bili aretirani zaradi suma sodelovanja z Belo gardo. Maja 1945 se je družina umaknila na avstrijsko Koroško. Jelka je s sestro Kristo kot prostovoljka Rdečega križa spremljala ranjene domobranske vojake na vlaku, ki so ga partizani pred Jesenicami ustavili. Ranjence so pobili, ostali potniki na vlaku pa so bili aretirani. Najprej sta prišli pred vojaško sodišče, ki ju ni obsodilo, na drugem sojenju pa sta bili obsojeni vsaka na dvanajst let prisilnega dela. Zaprti sta bili v Begunjah na Gorenjskem, v Rajhenburgu, prisilno delo sta opravljali na Cesti bratstva in enotnosti, nato pa sta bili poslani nazaj na Rajhenburg, kjer sta dočakali amnestijo. 2. januarja 1951 sta bili izpuščeni iz zapora, Jelka pa se je čez nekaj let preselila v Špital na Koroškem, kjer se je poročila in si ustvarila družino. Sestra Krista je ostala v Ljubljani in je po osamosvojitvi Slovenije dosegla, da sta bili s sestro rehabilitirani.